# 地域環境科学部
地域環境科学部（ちいきかんきょうかがくぶ、英称：Faculty of Regional Environment Science）は、農学の一分野である林学、農業工学、造園学、地域創生学を中心とする教育、研究がなされる学校、およびその名称。大学の学部のひとつである。

## 地域環境科学部を持つ日本の大学
2008年現在、日本では、東京農業大学のみに設置されている。1998年に農学部を改組して設置された。
組織構成は以下の通り。
- 森林総合科学科（森林生態学研究室、治山・緑化工学研究室、造林学研究室、林業工学研究室、木材工学研究室、林産化学研究室、森林経営学研究室、森林政策学研究室）
- 生産環境工学科（地域資源利用学研究室、農村環境工学研究室、広域環境情報学研究室、地水環境工学研究室、社会基盤工学研究室、水利施設工学研究室、バイオロボティクス研究室、農産加工流通工学研究室）
- 造園科学科（景観政策学研究室、ガーデンデザイン研究室、都市緑地計画学研究室、ランドスケープデザイン研究室、自然環境保全学研究室、観光レクリエーション研究室、造園樹木学研究室、ランドスケープエコロジー研究室、造園地被学研究室、都市緑化技術研究室、造園建設工学研究室、景観材料研究室）
- 地域創成科学科
  - 自然再生分野（保全生態学研究室、地域環境保全学研究室）
  - 地域マネジメント分野（地域環境工学研究室、地域デザイン学研究室）